# Касла (Ирландия)
Касла (англ. Casla, также Costelloe; ирл. Casla, «крутящийся ручей») — деревня в Ирландии, находится в графстве Голуэй (провинция Коннахт). Расположена у дороги R336, обслуживается автобусом 424 из Голуэя.